# Eishockey-Weltmeisterschaft der Herren 1997
Die 61. A-Weltmeisterschaft im Eishockey wurde vom 26. April bis zum 14. Mai 1997 in den drei finnischen Städten Helsinki, Tampere und Turku ausgetragen. Die weiteren Turniere fanden in Polen, Estland und Andorra statt. Insgesamt nahmen 36 Mannschaften an den Weltmeisterschaften teil, drei weitere spielten in der inoffiziellen E-Weltmeisterschaft.
Der Hauptspielort der A-Gruppe war die Hauptstadt Helsinki. Die kanadische Nationalmannschaft gewann ihren 21. Weltmeistertitel. Im Finale traf diese auf das schwedische Nationalteam, welchem die Nordamerikaner in der Vorrunde mit 2:7 unterlagen. Im ersten Finalspiel gewannen die Schweden mit 3:2, danach drehten die Kanadier das Duell, besiegten die Skandinavier in den beiden folgenden Spielen und wurden damit Weltmeister. Die Bronzemedaille ging an den Titelverteidiger Tschechien, der Russland im Spiel um den dritten Platz besiegte. Als Letzter der Abstiegsrunde musste das norwegische Nationalteam in die Qualifikationsrunde für das Turnier im Folgejahr.

## Modus
Im Vergleich zum Vorjahr gab es in der A-Gruppe eine umfangreiche Modusänderung. So wurde die Vorrunde weiterhin in zwei Gruppen mit je sechs Mannschaften ausgespielt, danach das Feld jedoch in eine Finalrunde und eine Abstiegsrunde mit je sechs Mannschaften aufgeteilt.
Da für die folgende Weltmeisterschaft eine Aufstockung der A-Gruppe von 12 auf 16 Mannschaften vorgesehen war, gab es 1997 besondere Auf- und Abstiegsregeln. Zwar stieg der B-Gruppensieger direkt in die A-Gruppe auf, aber der letzte der diesjährigen A-Gruppe stieg nicht direkt ab, sondern erhielt die Gelegenheit, sich in einer Qualifikation mit den Zweit-, Viert- und Fünftplatzierten der B-Gruppe erneut für die A-WM zu qualifizieren.
Der Drittplatzierte der B-Gruppe, die Schweiz, nahm nicht an dieser Qualifikation teil, sondern stieg direkt auf. Der Grund lag darin, dass der Weltverband künftig dem Gastgeberland der A-Gruppe generell einen Platz bei den Titelkämpfen zusicherte, egal in welcher Gruppe das Team zuvor spielte. Der sechzehnte Startplatz bei den folgenden Weltmeisterschaften – auch dies ein Novum – sollte bis 2004 einem Vertreter aus dem „Fernen Osten“ frei gehalten werden. Das Ziel war es, den Eishockey-Sport in dieser Region nachhaltig zu fördern. Die Mannschaften dieser Region trafen sich im Vorfeld der WM zu einem Qualifikationsturnier, dessen Sieger an der A-WM teilnehmen durfte. In den folgenden Jahren gelang es dem C-Gruppen-Team Japan immer wieder, sich einen Platz bei der A-WM zu sichern. Die Verlierer der fernöstlichen Qualifikation spielten entsprechend ihrer Eingruppierung bei den jeweiligen Weltmeisterschaften.
Die C- und die D-Gruppe spielten in diesem Jahr mit jeweils acht Mannschaften. Die drei nicht für die D-Gruppe qualifizierten Mannschaften spielten in der türkischen Hauptstadt Ankara ein zusätzliches Turnier aus, das inoffiziell als E-Gruppe bezeichnet wurde.

## A-Weltmeisterschaft

### Teilnehmer
Am Turnier nahmen die besten elf Mannschaften der Vorjahres-Weltmeisterschaft sowie der Sieger der B-Gruppe des Vorjahres teil:
| 10 aus Europa     | Deutschland                            | Finnland (Gastgeber) | Frankreich                    | Italien                       |
| 10 aus Europa     | Lettland (Aufsteiger aus der B-Gruppe) | Norwegen             | Russland                      | Schweden                      |
| 10 aus Europa     | Slowakei                               | Slowakei             | Tschechien (Titelverteidiger) | Tschechien (Titelverteidiger) |
| 2 aus Nordamerika | Kanada                                 | Kanada               | USA                           | USA                           |

### Modus

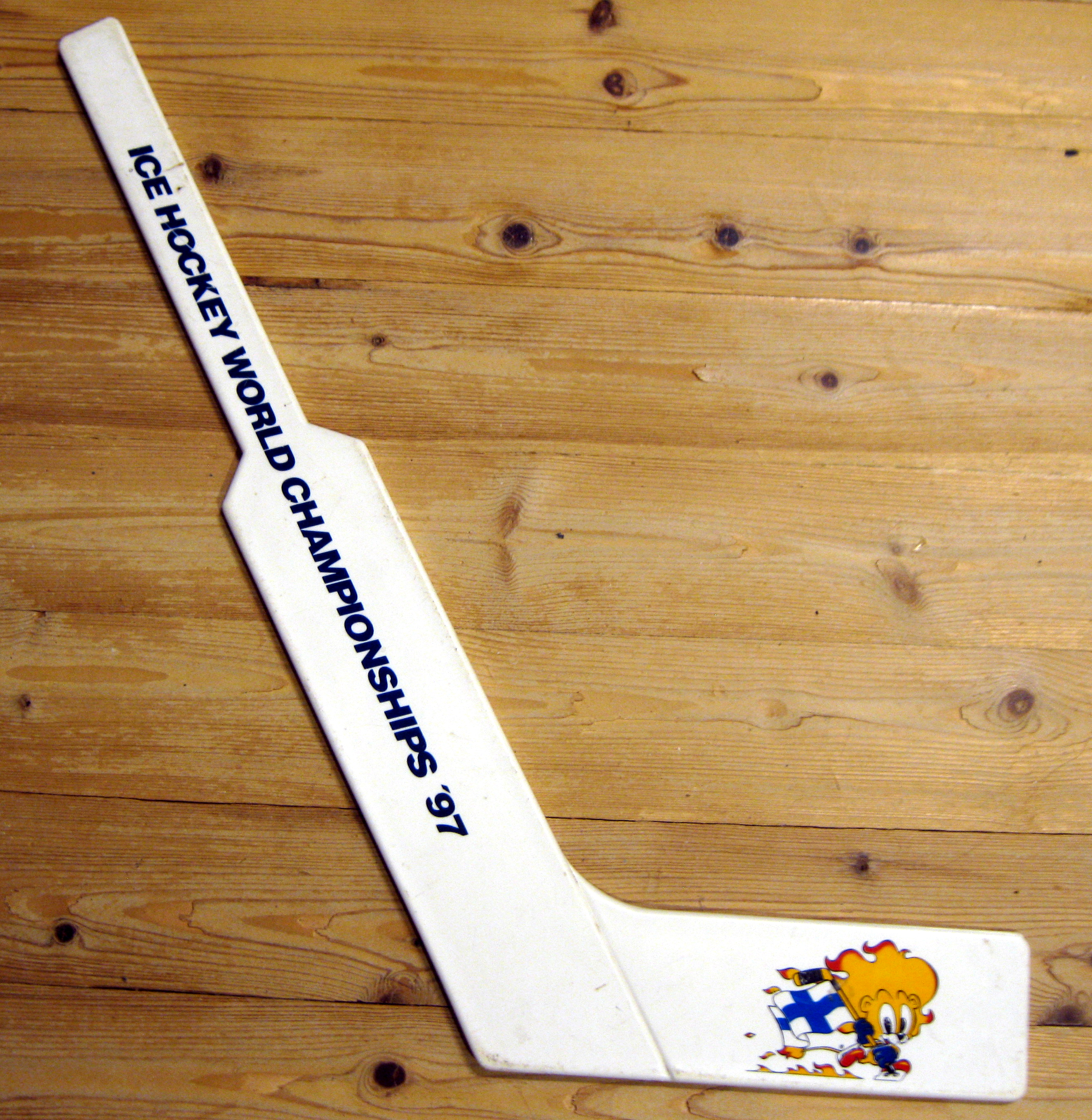
Souvenir von der Weltmeisterschaft in Finnland 1997

Das 21-tägige Weltmeisterschaftsturnier ist in vier Phasen – Vorrunde, Finalrunde, Abstiegsrunde und Finale – gegliedert.
Die 12 Teams spielen nach ihrer Weltranglistenplatzierung zunächst in zwei Gruppen à sechs Teams eine Vorrunde (Preliminary Round). Dabei werden für einen Sieg zwei, für ein Unentschieden ein Punkt vergeben. Bei einer Niederlage gibt es keinen Punkt. Bei Punktgleichheit zwischen zwei Teams entscheidet der direkte Vergleich. Sind mehr als zwei Mannschaften punktgleich, entscheiden diese Kriterien:
1. Anzahl Punkte aus den Spielen der punktgleichen Mannschaften gegeneinander,
2. bessere Tordifferenz aus den Spielen gegeneinander,
3. Anzahl Tore aus den Spielen gegeneinander
4. Punkte, Tordifferenz und Tore gegen die nächstbessere, nicht punktgleiche Mannschaft (wenn möglich),
5. Ergebnisse gegen die übernächstbessere, nicht punktgleiche Mannschaft (wenn möglich),
6. Platzierung in der IIHF-Weltrangliste des Jahres 1996.

Die drei besten Mannschaften jeder Vorrundengruppe qualifizieren sich für die Finalrunde (Qualification Round). Die Nationen auf den weiteren Plätzen bestreiten die Abstiegsrunde (Relegation Round).
In der Finalrunde treffen die Teams aus einer gemeinsamen Vorrundengruppe nicht erneut aufeinander, sondern die Ergebnisse der Vorrundenspiele gegeneinander werden auch in der Zwischenrunde gewertet. Somit bestreitet jedes Team drei weitere Turnierspiele in dieser Runde. Die zwei besten Mannschaften der Finalrunde qualifizieren sich für die Finalserie (Best-of-Three), während die Teams auf Platz drei und vier den Bronzerang ausspielen.
In der Abstiegsrunde spielen die sechs Mannschaften unter Mitnahme der Vorrundenergebnisse jeweils drei weitere Partien gegen die Mannschaften der jeweils anderen Vorrundengruppe. Die schlechteste Mannschaft muss sich über ein Qualifikationsturnier im folgenden Jahr erneut einen Platz in der A-Gruppe sichern.

### Austragungsorte
| Helsinki |

| Turku |

| Tampere |

| Helsinki |

| Turku |

| Tampere |

### Vorrunde

#### Gruppe A
| 26. April 1997 17:00 Uhr | Tschechien M. Procházka (45:33) R. Šimíček (56:07) | 2:1 (0:0, 0:1, 2:0) | Deutschland M. Lüdemann (31:02) | Hartwall Areena, Helsinki Zuschauer: 12.862 |

| 26. April 1997 21:00 Uhr | Finnland M. Strömberg (1:54) O. Jokinen (17:21) K. Nurminen (25:24) O. Jokinen (35:40) P. Varis (51:49) K. Nurminen (52:39) | 6:1 (2:0, 2:1, 2:0) | Frankreich R. Dubé (37:12) | Hartwall Areena, Helsinki Zuschauer: 13.163 |

| 27. April 1997 17:00 Uhr | Russland | 2:2 (1:0, 0:2, 1:0) | Slowakei | Hartwall Areena, Helsinki Zuschauer: 12.919 |

| 27. April 1997 21:00 Uhr | Tschechien | 2:1 (1:1, 0:0, 1:0) | Finnland | Hartwall Areena, Helsinki Zuschauer: 13.279 |

| 28. April 1997 | Slowakei | 5:3 (1:2, 4:0, 0:1) | Frankreich | Hartwall Areena, Helsinki Zuschauer: 12.911 |

| 28. April 1997 | Deutschland | 1:5 (0:0, 1:2, 0:2) | Russland | Hartwall Areena, Helsinki Zuschauer: 12.865 |

| 29. April 1997 | Deutschland | 0:6 (0:2, 0:2, 0:2) | Finnland | Hartwall Areena, Helsinki Zuschauer: 13.243 |

| 30. April 1997 | Tschechien | 3:1 (0:0, 2:0, 1:1) | Slowakei | Hartwall Areena, Helsinki Zuschauer: 12.786 |

| 30. April 1997 | Russland | 5:4 (2:0, 2:3, 1:1) | Frankreich | Hartwall Areena, Helsinki Zuschauer: 12.708 |

| 1. Mai 1997 | Tschechien | 2:3 (2:1, 0:1, 0:1) | Russland | Hartwall Areena, Helsinki Zuschauer: 13.004 |

| 2. Mai 1997 | Finnland | 5:2 (1:0, 1:1, 3:1) | Slowakei | Hartwall Areena, Helsinki Zuschauer: 13.367 |

| 2. Mai 1997 | Frankreich | 2:1 (1:0, 1:0, 0:1) | Deutschland | Hartwall Areena, Helsinki Zuschauer: 13.205 |

| 3. Mai 1997 | Russland | 4:7 (2:2, 2:1, 0:4) | Finnland | Hartwall Areena, Helsinki Zuschauer: 13.290 |

| 3. Mai 1997 | Slowakei | 0:1 (0:0, 0:0, 0:1) | Deutschland | Hartwall Areena, Helsinki Zuschauer: 12.946 |

| 3. Mai 1997 | Frankreich | 3:9 (3:2, 0:3, 0:4) | Tschechien | Hartwall Areena, Helsinki Zuschauer: 12.806 |

| Pl. |             | Sp | S | U | N | Tore  | Punkte |
| 1.  | Tschechien  | 5  | 4 | 0 | 1 | 18:09 | 8:2    |
| 2.  | Finnland    | 5  | 4 | 0 | 1 | 25:09 | 8:2    |
| 3.  | Russland    | 5  | 3 | 1 | 1 | 19:16 | 7:3    |
| 4.  | Slowakei    | 5  | 1 | 1 | 3 | 10:14 | 3:7    |
| 5.  | Frankreich  | 5  | 1 | 0 | 4 | 13:26 | 2:8    |
| 6.  | Deutschland | 5  | 1 | 0 | 4 | 04:15 | 2:8    |

#### Gruppe B
| 26. April 1997 16:00 Uhr | Kanada | 7:0 (3:0, 4:0, 0:0) | Norwegen | Elysée Arena, Turku Zuschauer: 4.800 |

| 26. April 1997 20:00 Uhr | Schweden | 5:3 (1:1, 3:2, 1:0) | Italien | Elysée Arena, Turku Zuschauer: 4.390 |

| 27. April 1997 16:00 Uhr | USA | 5:4 (2:1, 2:0, 1:3) | Lettland | Elysée Arena, Turku Zuschauer: 5.914 |

| 27. April 1997 20:00 Uhr | Schweden | 7:2 (2:0, 2:0, 3:2) | Kanada | Elysée Arena, Turku Zuschauer: 10.000 |

| 28. April 1997 16:00 Uhr | Lettland | 4:5 (1:0, 3:2, 0:3) | Italien | Elysée Arena, Turku Zuschauer: 3.506 |

| 28. April 1997 20:00 Uhr | Norwegen | 1:3 (1:2, 0:0, 0:1) | USA | Elysée Arena, Turku Zuschauer: 3.450 |

| 29. April 1997 19:30 Uhr | Norwegen | 1:4 (1:0, 0:2, 0:2) | Schweden | Elysée Arena, Turku Zuschauer: 3.882 |

| 30. April 1997 16:00 Uhr | USA | 4:2 (0:1, 1:0, 3:1) | Italien | Elysée Arena, Turku Zuschauer: 5.600 |

| 30. April 1997 20:00 Uhr | Kanada | 3:3 (0:1, 1:2, 2:0) | Lettland | Elysée Arena, Turku Zuschauer: 4.310 |

| 1. Mai 1997 19:30 Uhr | Kanada | 5:1 (1:0, 1:0, 3:1) | USA | Elysée Arena, Turku Zuschauer: 11.565 |

| 2. Mai 1997 16:00 Uhr | Italien | 2:2 (2:0, 0:0, 0:2) | Norwegen | Elysée Arena, Turku Zuschauer: 3.657 |

| 2. Mai 1997 20:00 Uhr | Schweden | 1:1 (0:0, 0:0, 1:1) | Lettland | Elysée Arena, Turku Zuschauer: 4.470 |

| 3. Mai 1997 14:00 Uhr | Italien | 0:6 (0:2, 0:3, 0:1) | Kanada | Elysée Arena, Turku Zuschauer: 5.250 |

| 3. Mai 1997 17:30 Uhr | USA | 1:3 (0:1, 0:0, 1:2) | Schweden | Elysée Arena, Turku Zuschauer: 8.367 |

| 3. Mai 1997 21:00 Uhr | Lettland | 6:3 (2:1, 4:0, 0:2) | Norwegen | Elysée Arena, Turku Zuschauer: 4.879 |

| Pl. |          | Sp | S | U | N | Tore  | Punkte |
| 1.  | Schweden | 5  | 4 | 1 | 0 | 20:08 | 9:1    |
| 2.  | Kanada   | 5  | 3 | 1 | 1 | 23:11 | 7:3    |
| 3.  | USA      | 5  | 3 | 0 | 2 | 14:15 | 6:4    |
| 4.  | Lettland | 5  | 1 | 2 | 2 | 18:17 | 4:6    |
| 5.  | Italien  | 5  | 1 | 1 | 3 | 12:21 | 3:7    |
| 6.  | Norwegen | 5  | 0 | 1 | 4 | 07:22 | 1:9    |

### Abstiegsrunde
(die Punkte aus den direkten Vergleichen der Vorrunde wurden übernommen)
| 6. Mai 1997 | Slowakei | 2:1 (0:1, 1:0, 1:0) | Norwegen | Tampereen jäähalli, Tampere Zuschauer: 1.000 |

| 6. Mai 1997 | Lettland | 8:0 (4:0, 3:0, 1:0) | Deutschland | Tampereen jäähalli, Tampere Zuschauer: 2.500 |

| 7. Mai 1997 | Italien | 5:2 (0:1, 3:1, 2:0) | Deutschland | Tampereen jäähalli, Tampere Zuschauer: 1.500 |

| 7. Mai 1997 | Norwegen | 3:4 (0:1, 3:1, 0:2) | Frankreich | Tampereen jäähalli, Tampere Zuschauer: 1.000 |

| 8. Mai 1997 | Italien | 3:4 (2:2, 1:1, 0:1) | Slowakei | Tampereen jäähalli, Tampere Zuschauer: 6.355 |

| 8. Mai 1997 | Lettland | 6:2 (1:1, 2:1, 3:0) | Frankreich | Tampereen jäähalli, Tampere Zuschauer: 6.300 |

| 9. Mai 1997 | Deutschland | 4:2 (0:0, 0:1, 4:1) | Norwegen | Tampereen jäähalli, Tampere Zuschauer: 2.000 |

| 10. Mai 1997 | Slowakei | 4:5 (2:2, 1:2, 1:1) | Lettland | Tampereen jäähalli, Tampere Zuschauer: 7.300 |

| 10. Mai 1997 | Frankreich | 1:8 (0:3, 0:2, 1:3) | Italien | Tampereen jäähalli, Tampere Zuschauer: 5.875 |

| Pl. |             | Sp | S | U | N | Tore  | Punkte |
| 1.  | Lettland    | 5  | 4 | 0 | 1 | 29:14 | 8:2    |
| 2.  | Italien     | 5  | 3 | 1 | 1 | 23:13 | 7:3    |
| 3.  | Slowakei    | 5  | 3 | 0 | 2 | 15:13 | 6:4    |
| 4.  | Frankreich  | 5  | 2 | 0 | 3 | 12:23 | 4:6    |
| 5.  | Deutschland | 5  | 2 | 0 | 3 | 08:17 | 4:6    |
| 6.  | Norwegen    | 5  | 0 | 1 | 4 | 11:18 | 1:9    |

### Finalrunde
(die Punkte aus den direkten Vergleichen der Vorrunde wurden übernommen)
| 5. Mai 1997 16:00 Uhr | Tschechien V. Vůjtek (35:48) V. Vůjtek (41:53) J. Dopita (42:31) | 3:4 (0:1, 1:3, 2:0) | USA B. Beers (2:35) T. Donato (25:37) C. Marinucci (31:47) T. Donato (36:44) | Hartwall Areena, Helsinki Zuschauer: 13.149 |

| 5. Mai 1997 20:00 Uhr | Schweden A. Carlsson (58:18) | 1:4 (0:1, 0:1, 1:2) | Russland A. Morosow (9:47) A. Jaschin (39:03) A. Prokopjew (40:30) A. Barkow (46:20) | Hartwall Areena, Helsinki Zuschauer: 13.262 |

| 6. Mai 1997 16:00 Uhr | Finnland | 0:1 (0:0, 0:0, 0:1) | Kanada J. Friesen (56:32) | Hartwall Areena, Helsinki Zuschauer: 13.298 |

| 6. Mai 1997 20:00 Uhr | Russland A. Morosow (53:49) | 1:1 (0:0, 0:1, 1:0) | USA M. McInnis (37:02) | Hartwall Areena, Helsinki Zuschauer: 13.197 |

| 7. Mai 1997 16:00 Uhr | Kanada R. Zamuner (2:34) R. Zamuner (14:01) D. Sweeney (50:41) | 3:5 (2:2, 0:1, 1:2) | Tschechien V. Vůjtek (7:00) M. Procházka (8:38) V. Vůjtek (28:55) V. Vůjtek (40:57) R. Vlach (48:29) | Hartwall Areena, Helsinki Zuschauer: 13.111 |

| 7. Mai 1997 20:00 Uhr | Schweden J. Höglund (5:30) P. Eklund (11:11) M. Nylander (35:04) J. Jönsson (38:31) N. Falk (43:53) | 5:2 (2:0, 2:2, 1:0) | Finnland V. Peltonen (27:59) V. Peltonen (33:50) | Hartwall Areena, Helsinki Zuschauer: 13.328 |

| 8. Mai 1997 19:00 Uhr | Tschechien | 0:1 (0:0, 0:0, 0:1) | Schweden J. Jönsson (51:44) | Hartwall Areena, Helsinki Zuschauer: 13.173 |

| 9. Mai 1997 16:00 Uhr | Kanada K. Primeau (14:18) T. Green (46:26) | 2:1 (1:0, 0:1, 1:0) | Russland W. Buzajew (31:33) | Hartwall Areena, Helsinki Zuschauer: 13.147 |

| 9. Mai 1997 20:00 Uhr | USA | 0:2 (0:0, 0:1, 0:1) | Finnland A. Aalto (22:47) T. Numminen (40:49) | Hartwall Areena, Helsinki Zuschauer: 13.230 |

| Pl. |            | Sp | S | U | N | Tore  | Punkte |
| 1.  | Schweden   | 5  | 4 | 0 | 1 | 17:09 | 8:2    |
| 2.  | Kanada     | 5  | 3 | 0 | 2 | 13:14 | 6:4    |
| 3.  | Russland   | 5  | 2 | 1 | 2 | 13:13 | 5:5    |
| 4.  | Tschechien | 5  | 2 | 0 | 3 | 12:12 | 4:6    |
| 5.  | Finnland   | 5  | 2 | 0 | 3 | 12:12 | 4:6    |
| 6.  | USA        | 5  | 1 | 1 | 3 | 07:14 | 3:7    |

Insgesamt wurden beim Spiel zwischen Kanada und Tschechien 84 Strafminuten vergeben plus pro Team jeweils zwei Matchstrafen nach einer Prügelei kurz vor Spielende. Dadurch waren Owen Nolan, Shean Donovan sowie Jiří Šlégr und Robert Lang für das folgende Spiel gesperrt.

### Spiel um Platz 3
| 10. Mai 1997 16:00 Uhr | Russland A. Koroljuk (14:44) A. Jaschin (40:58) A. Prokopjew (48:49) | 3:4 (1:2, 0:1, 2:1) | Tschechien R. Vlach (10:24) V. Vůjtek (12:21) M. Procházka (26:45) J. Dopita (58:10) | Hartwall Areena, Helsinki Zuschauer: 13.249 |

### Finale
Das Finale wurde im Modus Best-of-Three ausgespielt.
| 11. Mai 1997 17:00 Uhr | Schweden J. Höglund (15:20) N. Sundblad (35:47) M. Thuresson (56:05) | 3:2 (1:1, 1:0, 1:1) Stand: 1:0 | Kanada M. Recchi (10:54) A. Carter (59:20) | Hartwall Areena, Helsinki Zuschauer: 13.220 |

| 13. Mai 1997 20:00 Uhr | Schweden P. Eklund (30:56) | 1:3 (0:0, 1:2, 0:1) Stand: 1:1 | Kanada G. Sanderson (29:11) A. Carter (38:09) M. Recchi (47:32) | Hartwall Areena, Helsinki Zuschauer: 13.316 |

| 14. Mai 1997 20:00 Uhr | Schweden M. Nylander (58:43) | 1:2 (0:1, 0:1, 1:0) Stand: 1:2 | Kanada D. Evason (18:39) O. Nolan (21:56) | Hartwall Areena, Helsinki Zuschauer: 13.181 |

### Beste Scorer
Quelle: iihf.com
Abkürzungen:  GP = Spiele, G = Tore, A = Assists, Pts = Punkte, PIM = Strafminuten; Fett: Turnierbestwert
| Spieler              | Team       | GP | G | A | Pts | PIM |
| -------------------- | ---------- | -- | - | - | --- | --- |
| Vladimír Vůjtek      | Tschechien | 8  | 7 | 7 | 14  | 31  |
| Martin Procházka     | Tschechien | 9  | 7 | 7 | 14  | 4   |
| Pavel Patera         | Tschechien | 9  | 3 | 8 | 11  | 4   |
| Michael Nylander     | Schweden   | 11 | 6 | 5 | 11  | 6   |
| Roger Dubé           | Frankreich | 8  | 7 | 3 | 10  | 2   |
| Oļegs Znaroks        | Lettland   | 8  | 3 | 7 | 10  | 6   |
| Bruno Zarrillo       | Italien    | 8  | 5 | 4 | 9   | 4   |
| Gaetano Orlando      | Italien    | 8  | 5 | 4 | 9   | 14  |
| Harijs Vītoliņš      | Lettland   | 8  | 4 | 5 | 9   | 4   |
| Travis Green         | Kanada     | 11 | 3 | 6 | 9   | 12  |
| Aleksandrs Kerčs     | Lettland   | 8  | 4 | 4 | 8   | 6   |
| Christian Pouget     | Frankreich | 8  | 2 | 6 | 8   | 29  |
| Alexander Barkow     | Russland   | 9  | 3 | 5 | 8   | 27  |
| Alexander Prokopjew  | Russland   | 9  | 3 | 5 | 8   | 6   |
| Sergejs Čudinovs     | Lettland   | 8  | 4 | 3 | 7   | 6   |
| Mika Nieminen        | Finnland   | 8  | 4 | 3 | 7   | 2   |
| Aleksandrs Beļavskis | Lettland   | 8  | 3 | 4 | 7   | 4   |
| Maurizio Mansi       | Italien    | 8  | 3 | 4 | 7   | 2   |
| Mario Chitaroni      | Italien    | 8  | 2 | 5 | 7   | 6   |
| Owen Nolan           | Kanada     | 10 | 4 | 3 | 7   | 31  |
| Jörgen Jönsson       | Schweden   | 11 | 5 | 2 | 7   | 6   |
| Jonas Höglund        | Schweden   | 11 | 4 | 3 | 7   | 4   |
| Jeff Friesen         | Kanada     | 11 | 3 | 4 | 7   | 16  |
| Marcus Thuresson     | Schweden   | 11 | 1 | 6 | 7   | 2   |
| Sergejs Žoltoks      | Lettland   | 5  | 3 | 3 | 6   | 2   |

### Beste Torhüter
Quelle: iihf.com
Abkürzungen:  GP = Spiele, TOI = Eiszeit (in Minuten), GA = Gegentore, SO = Shutouts, SVS = gehaltene Schüsse, Sv% = gehaltene Schüsse (in %), GAA = Gegentorschnitt; Fett: Turnierbestwert
| Spieler            | Team        | GP | TOI    | GA | GAA  | SVS | Sv%   |
| ------------------ | ----------- | -- | ------ | -- | ---- | --- | ----- |
| Jarmo Myllys       | Finnland    | 6  | 357:29 | 10 | 1,68 | 152 | 93,83 |
| Artūrs Irbe        | Lettland    | 5  | 300:00 | 10 | 2,00 | 132 | 92,96 |
| Maxim Michailowski | Russland    | 6  | 358:47 | 12 | 2,01 | 156 | 92,86 |
| Roman Čechmánek    | Tschechien  | 8  | 478:50 | 17 | 2,13 | 223 | 92,92 |
| Tommy Salo         | Schweden    | 10 | 596:41 | 20 | 2,01 | 245 | 92,45 |
| Sean Burke         | Kanada      | 11 | 608:31 | 22 | 2,17 | 266 | 92,36 |
| Chris Terreri      | USA         | 6  | 357:06 | 16 | 2,69 | 189 | 92,20 |
| Jaromír Dragan     | Slowakei    | 7  | 329:48 | 13 | 2,37 | 131 | 90,97 |
| Mike Rosati        | Italien     | 4  | 238:52 | 12 | 3,01 | 148 | 92,50 |
| Joseph Heiss       | Deutschland | 5  | 278:53 | 15 | 3,23 | 147 | 90,74 |
| Steve Allman       | Norwegen    | 5  | 235:48 | 11 | 2,80 | 85  | 88,54 |
| David Delfino      | Italien     | 4  | 237:46 | 15 | 3,79 | 130 | 89,66 |
| Olaf Kölzig        | Deutschland | 4  | 198:29 | 13 | 3,93 | 106 | 89,08 |
| François Gravel    | Frankreich  | 8  | 378:19 | 31 | 4,92 | 183 | 85,51 |
| Robert Schistad    | Norwegen    | 5  | 240:26 | 20 | 4,99 | 111 | 84,73 |

### Abschlussplatzierungen
| Pl. | Team        |
| --- | ----------- |
| 1   | Kanada      |
| 2   | Schweden    |
| 3   | Tschechien  |
| 4   | Russland    |
| 5   | Finnland    |
| 6   | USA         |
| 7   | Lettland    |
| 8   | Italien     |
| 9   | Slowakei    |
| 10  | Frankreich  |
| 11  | Deutschland |
| 12  | Norwegen    |

### Titel, Auf- und Abstieg
| Weltmeister Kanada | Sean Burke, Bryan McCabe, Steve Chiasson, Chris Gratton, Jarome Iginla, Geoff Sanderson, Rick Tabaracci, Rob Blake, Travis Green, Jeff Friesen, Rob Zamuner, Bob Errey, Cory Cross, Mark Recchi, Dean Evason, Keith Primeau, Owen Nolan, Don Sweeney, Anson Carter, Joël Bouchard, Shean Donovan, Chris Pronger Trainerstab: Andy Murray, Mike Johnston, Wayne Cashman, Rob Cookson |

| Silber Schweden | Tommy Salo, Johan Hedberg, Mikael Sandberg – Magnus Svensson, Tommy Albelin, Marcus Ragnarsson, Mattias Öhlund, Mattias Norström, Roger Johansson, Ronnie Sundin – Michael Nylander, Jörgen Jönsson, Jonas Höglund, Marcus Thuresson, Per Eklund, Nichlas Falk, Magnus Arvedson, Niklas Sundblad, Stefan Nilsson, Anders Carlsson, Per Svartvadet, Niklas Andersson, Johan Lindbom Trainerstab: Kent Forsberg, Tommy Tomth |

| Bronze Tschechien | Milan Hnilička, Roman Čechmánek, Martin Prusek – František Kaberle, Libor Procházka, Ladislav Benýšek, Jiří Šlégr, Vlastimil Kroupa, Jiří Veber, Jiří Vykoukal – Viktor Ujčík, Jiří Dopita, Richard Žemlička, David Výborný, Robert Reichel, Robert Lang, Vladimír Vůjtek, Pavel Patera, Martin Procházka, Roman Šimíček, Rostislav Vlach, David Moravec, Ondřej Kratěna Trainerstab: Ivan Hlinka, Slavomír Lener, Vladimír Martinec |

| Absteiger:  | Norwegen   | nach Qualifikation   |
| Aufsteiger: | Belarus    | Direktaufsteiger     |
| Aufsteiger: | Schweiz    | als A-WM-Gastgeber   |
| Aufsteiger: | Kasachstan | nach Qualifikation   |
| Aufsteiger: | Österreich | nach Qualifikation   |
| Aufsteiger: | Japan      | als Fernostvertreter |

### Auszeichnungen
Spielertrophäen
| Auszeichnung       | Spieler          | Team     |
| ------------------ | ---------------- | -------- |
| Bester Torhüter    | Tommy Salo       | Schweden |
| Bester Verteidiger | Rob Blake        | Kanada   |
| Bester Stürmer     | Michael Nylander | Schweden |

First All-Star-Team
| Angriff:      | Vladimír Vůjtek – Michael Nylander – Martin Procházka |
| Verteidigung: | Rob Blake – Teppo Numminen                            |
| Tor:          | Tommy Salo                                            |
| Trainer:      | Kent Forsberg                                         |

Second All-Star-Team
| Angriff:      | Alexander Koroljuk – Saku Koivu – Alexander Prokopjew |
| Verteidigung: | Mattias Öhlund – Marcus Ragnarsson                    |
| Tor:          | Sean Burke                                            |
| Trainer:      | Curt Lindström                                        |

## B-Weltmeisterschaft
Das Turnier der B-Gruppe wurde im polnischen Katowice und Sosnowiec ausgespielt. Dabei setzte sich die belarussische Nationalmannschaft mit sieben Siegen aus sieben Partien durch und qualifizierte sich damit direkt für die A-Gruppe des Folgejahres.

### Austragungsorte
| Katowice |

| Sosnowiec |

| Katowice |

| Sosnowiec |

### Spiele
| 12. April 1997 16:00 Uhr | Schweiz | 8:3 (3:1, 4:0, 1:2) | Niederlande | Spodek, Katowice Zuschauer: 300 |

| 12. April 1997 16:00 Uhr | Österreich | 3:5 (0:2, 1:3, 2:0) | Kasachstan | Stadion Zimowy, Sosnowiec Zuschauer: 400 |

| 12. April 1997 20:00 Uhr | Großbritannien | 3:4 (2:1, 0:1, 1:2) | Polen | Spodek, Katowice Zuschauer: 7.000 |

| 12. April 1997 20:00 Uhr | Belarus | 9:3 (3:0, 2:0, 4:3) | Dänemark | Stadion Zimowy, Sosnowiec Zuschauer: 300 |

| 13. April 1997 16:00 Uhr | Dänemark | 4:6 (1:2, 0:4, 3:0) | Schweiz | Spodek, Katowice Zuschauer: 1.825 |

| 13. April 1997 16:00 Uhr | Großbritannien | 2:4 (1:1, 0:3, 1:0) | Kasachstan | Stadion Zimowy, Sosnowiec Zuschauer: 400 |

| 13. April 1997 20:00 Uhr | Niederlande | 2:2 (0:2, 1:0, 1:0) | Österreich | Spodek, Katowice Zuschauer: 400 |

| 13. April 1997 20:00 Uhr | Polen | 2:7 (0:2, 0:4, 2:1) | Belarus | Stadion Zimowy, Sosnowiec Zuschauer: 3.500 |

| 15. April 1997 16:00 Uhr | Österreich | 3:1 (1:0, 1:0, 1:1) | Dänemark | Spodek, Katowice Zuschauer: 250 |

| 15. April 1997 16:00 Uhr | Kasachstan | 3:4 (0:0, 1:2, 2:2) | Belarus | Stadion Zimowy, Sosnowiec Zuschauer: 400 |

| 15. April 1997 20:00 Uhr | Schweiz | 0:0 (0:0, 0:0, 0:0) | Polen | Spodek, Katowice Zuschauer: 5.500 |

| 15. April 1997 20:00 Uhr | Großbritannien | 8:2 (4:0, 3:1, 1:1) | Niederlande | Stadion Zimowy, Sosnowiec Zuschauer: 200 |

| 16. April 1997 16:00 Uhr | Großbritannien | 9:1 (1:1, 5:0, 3:0) | Dänemark | Spoedek, Katowice |

| 16. April 1997 16:00 Uhr | Schweiz | 2:5 (2:3, 0:1, 0:1) | Kasachstan | Stadion Zimowy, Sosnowiec Zuschauer: 300 |

| 16. April 1997 20:00 Uhr | Polen | 4:6 (1:1, 3:1, 0:4) | Österreich | Spodek, Katowice Zuschauer: 6.000 |

| 18. April 1997 16:00 Uhr | Österreich | 2:2 (0:1, 1:1, 1:0) | Großbritannien | Spodek, Katowice Zuschauer: 600 |

| 16. April 1997 20:00 Uhr | Niederlande | 2:10 (0:4, 1:2, 1:4) | Belarus | Stadion Zimowy, Sosnowiec Zuschauer: 200 |

| 18. April 1997 16:00 Uhr | Schweiz | 5:6 (3:2, 2:1, 0:3) | Belarus | Stadion Zimowy, Sosnowiec Zuschauer: 350 |

| 18. April 1997 20:00 Uhr | Dänemark | 4:6 (3:0, 1:4, 0:2) | Niederlande | Spodek, Katowice Zuschauer: 2.225 |

| 18. April 1997 20:00 Uhr | Kasachstan | 3:3 (3:0, 0:1, 0:2) | Polen | Stadion Zimowy, Sosnowiec Zuschauer: 3.000 |

| 20. April 1997 16:00 Uhr | Belarus | 6:4 (1:0, 5:0, 0:4) | Österreich | Spodek, Katowice Zuschauer: 600 |

| 20. April 1997 16:00 Uhr | Kasachstan | 6:4 (3:2, 1:0, 2:2) | Dänemark | Stadion Zimowy, Sosnowiec Zuschauer: 200 |

| 20. April 1997 20:00 Uhr | Niederlande | 3:1 (1:0, 0:1, 2:0) | Polen | Spodek, Katowice Zuschauer: 6.500 |

| 20. April 1997 20:00 Uhr | Großbritannien | 2:3 (0:1, 1:2, 1:0) | Schweiz | Stadion Zimowy, Sosnowiec Zuschauer: 400 |

| 21. April 1997 16:00 Uhr | Österreich | 2:2 (0:0, 0:0, 2:2) | Schweiz | Spodek, Katowice Zuschauer: 400 |

| 21. April 1997 16:00 Uhr | Kasachstan | 5:3 (0:1, 1:2, 4:0) | Niederlande | Stadion Zimowy, Sosnowiec Zuschauer: 100 |

| 21. April 1997 20 Uhr | Polen | 5:2 (2:0, 2:1, 1:1) | Dänemark | Spodek, Katowice Zuschauer: 6.500 |

| 21. April 1997 20:00 Uhr | Belarus | 6:2 (1:0, 4:1, 1:1) | Großbritannien | Stadion Zimowy, Sosnowiec Zuschauer: 350 |

### Abschlusstabelle
| Pl. |                | Sp | S | U | N | Tore  | Punkte |
| 1.  | Belarus        | 7  | 7 | 0 | 0 | 48:21 | 14:0   |
| 2.  | Kasachstan     | 7  | 5 | 1 | 1 | 31:21 | 11:03  |
| 3.  | Schweiz        | 7  | 3 | 2 | 2 | 26:22 | 08:06  |
| 4.  | Österreich     | 7  | 2 | 3 | 2 | 22:22 | 07:07  |
| 5.  | Polen          | 7  | 2 | 2 | 3 | 19:24 | 06:08  |
| 6.  | Großbritannien | 7  | 2 | 1 | 4 | 28:22 | 05:09  |
| 7.  | Niederlande    | 7  | 2 | 1 | 4 | 21:38 | 05:09  |
| 8.  | Dänemark       | 7  | 0 | 0 | 7 | 19:44 | 00:14  |

### Beste Scorer
Quelle: iihf.com
Abkürzungen:  GP = Spiele, G = Tore, A = Assists, Pts = Punkte, PIM = Strafminuten; Fett: Turnierbestwert
| Spieler                | Team        | GP | G | A | Pts | PIM |
| ---------------------- | ----------- | -- | - | - | --- | --- |
| Andrej Skabelka        | Belarus     | 7  | 7 | 5 | 12  | 2   |
| Aljaksandr Andryjeuski | Belarus     | 7  | 5 | 7 | 12  | 8   |
| Wiktar Karatschun      | Belarus     | 7  | 6 | 5 | 11  | 4   |
| David Livingston       | Niederlande | 7  | 7 | 3 | 10  | 6   |
| Ronny Larsen           | Dänemark    | 7  | 7 | 3 | 10  | 12  |
| Tommie Hartogs         | Niederlande | 7  | 6 | 4 | 10  | 6   |
| Andrei Raiski          | Kasachstan  | 7  | 5 | 5 | 10  | 16  |
| Andrej Kawaljou        | Belarus     | 7  | 4 | 5 | 9   | 16  |
| Gian-Marco Crameri     | Schweiz     | 7  | 5 | 3 | 8   | 2   |

### Beste Torhüter
Quelle: iihf.com
Abkürzungen:  GP = Spiele, TOI = Eiszeit (in Minuten), GA = Gegentore, SO = Shutouts, SVS = gehaltene Schüsse, Sv% = gehaltene Schüsse (in %), GAA = Gegentorschnitt; Fett: Turnierbestwert
| Spieler              | Team                   | GP | TOI    | GA | GAA  | SVS | Sv%   |
| -------------------- | ---------------------- | -- | ------ | -- | ---- | --- | ----- |
| Witali Jeremejew     | Kasachstan             | 6  | 349:21 | 17 | 2,92 | 182 | 91,46 |
| Renato Tosio         | Schweiz                | 5  | 300:00 | 12 | 2,40 | 92  | 88,46 |
| Claus Dalpiaz        | Österreich             | 7  | 368:35 | 18 | 2,93 | 151 | 89,35 |
| Aljaksandr Schumidub | Belarus                | 4  | 200:00 | 11 | 3,30 | 96  | 89,72 |
| Andrzej Hanisz       | Polen                  | 5  | 263:02 | 15 | 3,42 | 133 | 89,86 |
| Stephen Foster       | Vereinigtes Königreich | 4  | 199:01 | 12 | 3,62 | 101 | 89,38 |
| Honore Loos          | Niederlande            | 4  | 217:28 | 19 | 5,24 | 121 | 86,43 |
| Jan Jensen           | Dänemark               | 5  | 183:43 | 20 | 6,53 | 123 | 86,01 |
| Ernst Andersen       | Dänemark               | 6  | 235:46 | 24 | 6,11 | 120 | 83,33 |

### Auf- und Abstieg
| B-Weltmeister 1997:                           | Belarus |
| Aufsteiger in die A-Gruppe:                   | Belarus (Direktaufsteiger), Schweiz (Direktaufsteiger als A-WM-Gastgeber), Kasachstan (nach Qualifikation), Österreich (nach Qualifikation) |
| Teilnehmer an der Qualifikation zur A-Gruppe: | Kasachstan, Österreich, Polen |
| Absteiger aus der A-Gruppe:                   | Norwegen (nach Qualifikation) |
| Absteiger in die C-Gruppe:                    | kein Absteiger |
| Aufsteiger aus der C-Gruppe:                  | Ukraine, Slowenien, Estland |

### Auszeichnungen
Spielertrophäen
| Auszeichnung       | Spieler          | Team       |
| ------------------ | ---------------- | ---------- |
| Bester Torhüter    | Witali Jeremejew | Kasachstan |
| Bester Verteidiger | Tom Searle       | Österreich |
| Bester Stürmer     | Andrej Skabelka  | Belarus    |

TopscorerAndrej Skabelka (7 Tore, 5 Assists)
All-Star-Team
| Angriff:      | Andrej Skabelka – Wadsim Bekbulatau – Aljaksandr Andryjeuski |
| Verteidigung: | Wladimir Antipin – Tom Searle                                |
| Tor:          | Claus Dalpiaz                                                |

## C-Weltmeisterschaft
Die C-Gruppe wurde in den estnischen Städten Tallinn und Kohtla-Järve ausgetragen.

### Vorrunde

#### Gruppe A
| 22. März 1997 | Japan | 3:0 (1:0, 2:0, 0:0) | Litauen | Linnahall, Tallinn |

| 22. März 1997 | Estland | 5:5 (1:3, 0:0, 4:2) | Ungarn | Linnahall, Tallinn |

| 23. März 1997 | Ungarn | 5:0 (1:0, 3:0, 1:0) | Litauen | Linnahall, Tallinn |

| 23. März 1997 | Estland | 2:2 (0:0, 2:1, 0:1) | Japan | Linnahall, Tallinn |

| 25. März 1997 | Japan | 6:1 (2:1, 2:0, 2:0) | Ungarn | Linnahall, Tallinn |

| 25. März 1997 | Estland | 11:5 (5:0, 2:3, 4:2) | Litauen | Linnahall, Tallinn |

| Pl. |         | Sp | S | U | N | Tore  | Punkte |
| 1.  | Japan   | 3  | 2 | 1 | 0 | 11:03 | 5:1    |
| 2.  | Estland | 3  | 1 | 2 | 0 | 18:12 | 4:2    |
| 3.  | Ungarn  | 3  | 1 | 1 | 1 | 11:11 | 3:3    |
| 4.  | Litauen | 3  | 0 | 0 | 3 | 05:19 | 0:6    |

#### Gruppe B
| 22. März 1997 | Ukraine | 7:1 (4:0, 3:0, 0:1) | Volksrepublik China | Kohtla-Järve jäähall, Kohtla-Järve |

| 22. März 1997 | Slowenien | 5:0 (0:0, 4:0, 1:0) | Rumänien | Kohtla-Järve jäähall, Kohtla-Järve |

| 23. März 1997 | Ukraine | 7:0 (1:0, 2:0, 4:0) | Rumänien | Kohtla-Järve jäähall, Kohtla-Järve |

| 23. März 1997 | Slowenien | 11:1 (4:1, 3:0, 4:0) | Volksrepublik China | Kohtla-Järve jäähall, Kohtla-Järve |

| 25. März 1997 | Rumänien | 6:5 (5:3, 0:0, 1:2) | Volksrepublik China | Kohtla-Järve jäähall, Kohtla-Järve |

| 25. März 1997 | Ukraine | 3:2 (0:1, 0:1, 3:0) | Slowenien | Kohtla-Järve jäähall, Kohtla-Järve |

| Pl. |                     | Sp | S | U | N | Tore  | Punkte |
| 1.  | Ukraine             | 3  | 3 | 0 | 0 | 17:03 | 6:0    |
| 2.  | Slowenien           | 3  | 2 | 0 | 1 | 18:04 | 4:2    |
| 3.  | Rumänien            | 3  | 1 | 0 | 2 | 06:17 | 2:4    |
| 4.  | Volksrepublik China | 3  | 0 | 0 | 3 | 07:24 | 0:6    |

### Platzierungsrunde um die Plätze 5–8
(direkte Vergleiche der Vorrunde wurden übernommen)
| 27. März 1997 | Ungarn | 7:3 (2:0, 3:1, 2:2) | Volksrepublik China | Kohtla-Järve jäähall, Kohtla-Järve |

| 27. März 1997 | Rumänien | 7:3 (4:2, 1:1, 2:0) | Litauen | Kohtla-Järve jäähall, Kohtla-Järve |

| 28. März 1997 | Volksrepublik China | 6:3 (1:1, 2:1, 3:1) | Litauen | Kohtla-Järve jäähall, Kohtla-Järve |

| 28. März 1997 | Ungarn | 0:2 (0:1, 0:1, 0:0) | Rumänien | Kohtla-Järve jäähall, Kohtla-Järve |

| Pl. |                     | Sp | S | U | N | Tore  | Punkte |
| 1.  | Rumänien            | 3  | 3 | 0 | 0 | 15:08 | 6:0    |
| 2.  | Ungarn              | 3  | 2 | 0 | 1 | 12:05 | 4:2    |
| 3.  | Volksrepublik China | 3  | 1 | 0 | 2 | 14:16 | 2:4    |
| 4.  | Litauen             | 3  | 0 | 0 | 3 | 06:18 | 0:6    |

### Finalrunde um die Plätze 1–4
(direkte Vergleiche der Vorrunde wurden übernommen)
| 27. März 1997 | Japan | 1:4 (0:1, 0:0, 1:3) | Slowenien | Linnahall, Tallinn |

| 27. März 1997 | Estland | 1:2 (0:1, 0:1, 1:0) | Ukraine | Linnahall, Tallinn |

| 28. März 1997 | Ukraine | 2:2 (0:0, 2:0, 0:2) | Japan | Linnahall, Tallinn |

| 28. März 1997 | Estland | 3:3 (1:0, 2:2, 0:1) | Slowenien | Linnahall, Tallinn |

| Pl. |           | Sp | S | U | N | Tore | Punkte |
| 1.  | Ukraine   | 3  | 2 | 1 | 0 | 7:5  | 5:1    |
| 2.  | Slowenien | 3  | 1 | 1 | 1 | 9:7  | 3:3    |
| 3.  | Estland   | 3  | 0 | 2 | 1 | 6:7  | 2:4    |
| 4.  | Japan     | 3  | 0 | 2 | 1 | 5:8  | 2:4    |

### Abschlussplatzierung der C-WM
| RF | Team                |
| -- | ------------------- |
| 1  | Ukraine             |
| 2  | Slowenien           |
| 3  | Estland             |
| 4  | Japan               |
| 5  | Rumänien            |
| 6  | Ungarn              |
| 7  | Volksrepublik China |
| 8  | Litauen             |

### Auf- und Abstieg
| C-Weltmeister 1997:               | Ukraine                               |
| Direktaufsteiger in die A-Gruppe: | Japan (als Fernostvertreter)          |
| Aufsteiger in die B-Gruppe:       | Ukraine, Slowenien, Estland           |
| Absteiger aus der B-Gruppe:       | kein Absteiger                        |
| Absteiger in die D-Gruppe:        | kein Absteiger                        |
| Aufsteiger in die C-Gruppe:       | Kroatien Südkorea Spanien Jugoslawien |

### Auszeichnungen
Spielertrophäen
| Auszeichnung       | Spieler             | Team    |
| ------------------ | ------------------- | ------- |
| Bester Torhüter    | Jiro Nihei          | Japan   |
| Bester Verteidiger | Andrei Owtschinikow | Ukraine |
| Bester Stürmer     | Igor Ossipenkow     | Estland |

Topscorer Tomaž Vnuk (6 Tore, 2 Assists)

## D-Weltmeisterschaft
Die D-Gruppe der Weltmeisterschaft wurde vom gastgebenden spanischen Eishockeyverband in Canillo, Andorra, ausgetragen. Spielort war das Palau de gel d’Andorra, dass maximal 675 Zuschauern Platz bietet. Sieger der D-Weltmeisterschaft wurde die kroatische Eishockeynationalmannschaft. Der Topscorer des Turniers wurde der kroatische Spieler Gennadi Gorbatschow mit sieben Toren und vier Assists.

### Vorrunde

#### Gruppe A
| 7. April 1997 | Kroatien | 7:2 (3:0, 2:0, 2:2) | Australien | Palau de gel d’Andorra, Canillo |

| 8. April 1997 | Südkorea | 4:1 (3:0, 1:1, 0:0) | Belgien | Palau de gel d’Andorra, Canillo |

| 10. April 1997 | Belgien | 4:2 (1:1, 3:1, 0:0) | Australien | Palau de gel d’Andorra, Canillo |

| 10. April 1997 | Kroatien | 2:0 (1:0, 1:0, 0:0) | Südkorea | Palau de gel d’Andorra, Canillo |

| 11. April 1997 | Südkorea | 8:5 (5:2, 2:1, 1:2) | Australien | Palau de gel d’Andorra, Canillo |

| 11. April 1997 | Kroatien | 1:2 (0:1, 1:0, 0:1) | Belgien | Palau de gel d’Andorra, Canillo |

| Pl. |            | Sp | S | U | N | Tore  | Punkte |
| 1.  | Kroatien   | 3  | 2 | 0 | 1 | 10:04 | 4:2    |
| 2.  | Südkorea   | 3  | 2 | 0 | 1 | 12:08 | 4:2    |
| 3.  | Belgien    | 3  | 2 | 0 | 1 | 07:07 | 4:2    |
| 4.  | Australien | 3  | 0 | 0 | 3 | 09:19 | 0:6    |

#### Gruppe B
| 7. April 1997 | Spanien | 4:5 (0:3, 2:0, 2:2) | Bulgarien | Palau de gel d’Andorra, Canillo |

| 8. April 1997 | Jugoslawien | 4:3 (3:0, 0:2, 1:1) | Israel | Palau de gel d’Andorra, Canillo |

| 10. April 1997 | Spanien | 7:3 (3:1, 2:2, 2:0) | Israel | Palau de gel d’Andorra, Canillo |

| 10. April 1997 | Jugoslawien | 2:2 (0:1, 1:1, 1:0) | Bulgarien | Palau de gel d’Andorra, Canillo |

| 11. April 1997 | Bulgarien | 3:4 (1:1, 1:0, 1:3) | Israel | Palau de gel d’Andorra, Canillo |

| 11. April 1997 | Spanien | 6:5 (2:1, 2:1, 2:3) | Jugoslawien | Palau de gel d’Andorra, Canillo |

| Pl. |             | Sp | S | U | N | Tore  | Punkte |
| 1.  | Spanien     | 3  | 2 | 0 | 1 | 17:13 | 4:2    |
| 2.  | Jugoslawien | 3  | 1 | 1 | 1 | 11:11 | 3:3    |
| 3.  | Bulgarien   | 3  | 1 | 1 | 1 | 10:10 | 3:3    |
| 4.  | Israel      | 3  | 1 | 0 | 2 | 10:14 | 2:4    |

### Platzierungsrunde um die Plätze 5–8
(direkte Vergleiche der Vorrunde wurden übernommen)
| 13. April 1997 | Bulgarien | 3:3 (3:0, 0:0, 0:3) | Australien | Palau de gel d’Andorra, Canillo |

| 13. April 1997 | Belgien | 3:5 (2:1, 0:2, 1:2) | Israel | Palau de gel d’Andorra, Canillo |

| 14. April 1997 | Israel | 3:8 (0:3, 1:4, 2:1) | Australien | Palau de gel d’Andorra, Canillo |

| 14. April 1997 | Belgien | 2:4 (0:2, 0:0, 2:2) | Bulgarien | Palau de gel d’Andorra, Canillo |

| Pl. |            | Sp | S | U | N | Tore  | Punkte |
| 1.  | Israel     | 3  | 2 | 0 | 1 | 12:14 | 4:2    |
| 2.  | Australien | 3  | 1 | 1 | 1 | 13:10 | 3:3    |
| 3.  | Bulgarien  | 3  | 1 | 1 | 1 | 10:09 | 3:3    |
| 4.  | Belgien    | 3  | 1 | 0 | 2 | 09:11 | 2:4    |

### Finalrunde um die Plätze 1–4
(direkte Vergleiche der Vorrunde wurden übernommen)
| 13. April 1997 | Spanien | 3:4 (2:2, 0:2, 1:0) | Kroatien | Palau de gel d’Andorra, Canillo |

| 13. April 1997 | Jugoslawien | 0:5 (0:1, 0:3, 0:1) | Südkorea | Palau de gel d’Andorra, Canillo |

| 14. April 1997 | Kroatien | 2:2 (0:0, 0:1, 2:1) | Jugoslawien | Palau de gel d’Andorra, Canillo |

| 14. April 1997 | Spanien | 1:2 (0:0, 1:1, 0:1) | Südkorea | Palau de gel d’Andorra, Canillo |

| Pl. |             | Sp | S | U | N | Tore  | Punkte |
| 1.  | Kroatien    | 3  | 2 | 1 | 0 | 08:05 | 5:1    |
| 2.  | Südkorea    | 3  | 2 | 0 | 1 | 07:03 | 4:2    |
| 3.  | Spanien     | 3  | 1 | 0 | 2 | 10:11 | 2:4    |
| 4.  | Jugoslawien | 3  | 0 | 1 | 2 | 07:13 | 1:5    |

### Abschlussplatzierung der D-WM
| Rang | Team        |
| ---- | ----------- |
| 1    | Kroatien    |
| 2    | Südkorea    |
| 3    | Spanien     |
| 4    | Jugoslawien |
| 5    | Israel      |
| 6    | Australien  |
| 7    | Bulgarien   |
| 8    | Belgien     |

### Auf- und Abstieg
| D-Weltmeister 1997:         | Kroatien                              |
| Aufsteiger in die C-Gruppe: | Kroatien Südkorea Spanien Jugoslawien |
| Absteiger aus der C-Gruppe: | kein Absteiger                        |
| Absteiger aus der D-Gruppe: | kein Absteiger                        |
| Aufsteiger in die D-Gruppe: | Südafrika Neuseeland Türkei           |

## Inoffizielle E-Weltmeisterschaft
Das inoffiziell als E-Weltmeisterschaft bezeichnete Turnier in Ankara, Türkei, gewann die südafrikanische Nationalmannschaft. Alle drei Turnierteilnehmer waren für die D-Weltmeisterschaft des Folgejahrs gesetzt.

### Spiele
| 19. Februar 1997 | Türkei | 1:14 (-:-, -:-, -:-) | Südafrika | Ankara |

| 20. Februar 1997 | Türkei | 7:9 (-:-, -:-, -:-) | Neuseeland | Ankara |

| 21. Februar 1997 | Südafrika | 4:4 (-:-, -:-, -:-) | Neuseeland | Ankara |

| 22. Februar 1997 | Südafrika | 5:1 (-:-, -:-, -:-) | Neuseeland | Ankara |

| 23. Februar 1997 | Türkei | 4:9 (-:-, -:-, -:-) | Neuseeland | Ankara |

| 24. Februar 1997 | Türkei | 2:13 (-:-, -:-, -:-) | Südafrika | Ankara |

### Abschlusstabelle
| Pl. |            | Sp | S | U | N | Tore  | Punkte |
| 1.  | Südafrika  | 4  | 3 | 1 | 0 | 36:08 | 7:1    |
| 2.  | Neuseeland | 4  | 2 | 1 | 1 | 23:20 | 5:3    |
| 3.  | Türkei     | 4  | 0 | 0 | 4 | 14:45 | 0:8    |